# Монрой
Монрой (ісп. Monroy) — муніципалітет в Іспанії, у складі автономної спільноти Естремадура, у провінції Касерес. Населення — 984 особи (2010).
Муніципалітет розташований на відстані близько 230 км на захід від Мадрида, 22 км на північний схід від Касереса.

## Демографія
Динаміка населення (INE ):

## Галерея зображень

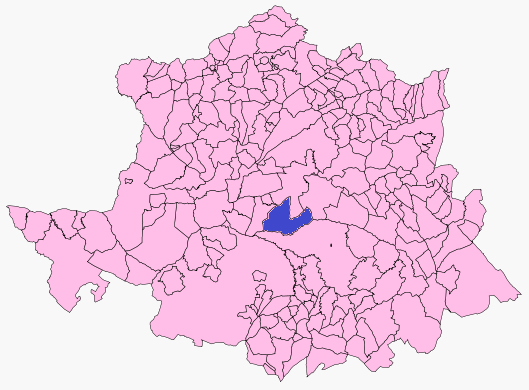
Розташування муніципалітету у провінції Касерес